# 3M6 Šmel
3M6 Šmel (NATO naziv: AT-1 Snapper) sovjetski je protuoklopni projektil s MCLOS navođenjem. Zbog svoje veličine najčešće se lansirao sa specijaliziranih vozila ili helikoptera.

## Vanjske poveznice
|  | Zajednički poslužitelj ima još gradiva o temi 3M6 Šmel |